# 北愛国駅

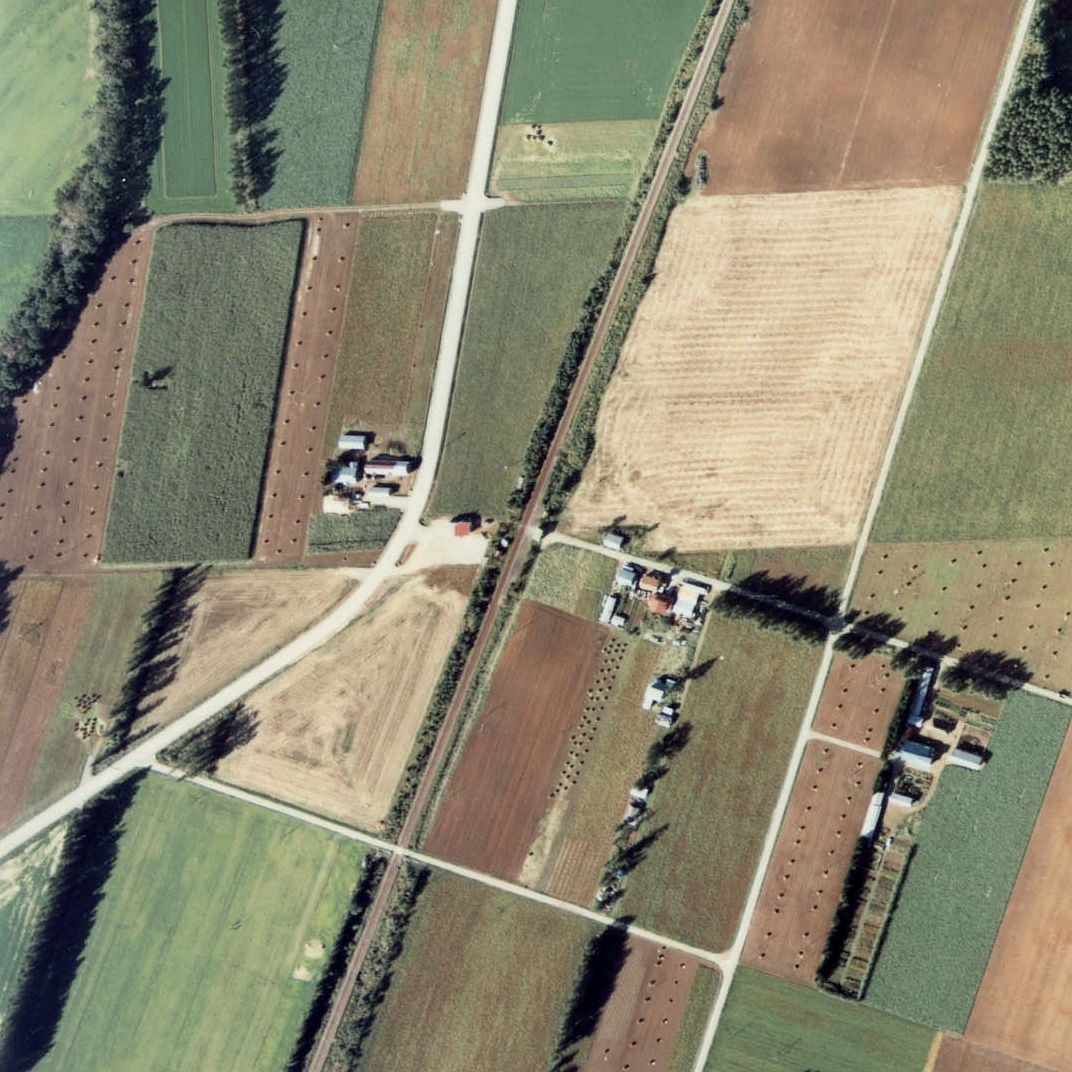
1977年の北愛国駅と周囲約500m範囲。下が広尾方面。石組み土盛の単式ホームは東側（広尾に向かって左側）にあって、切妻が横へ向いた古い待合室が白く見える。待合室は後年、切妻が縦に向いた形の物に建て替えられている。駅裏の広場に見える赤い屋根の建物が北愛国会館で、裏からホームへ線路を横切る踏み跡が見える。周囲は依田駅同様、農家の点在する畑作地帯。

北愛国駅（きたあいこくえき）は、北海道（十勝支庁）帯広市愛国町にかつて存在した、日本国有鉄道（国鉄）広尾線の駅（廃駅）である。事務管理コードは▲111502。

## 歴史
- 1953年（昭和28年）11月15日 - 国有鉄道広尾線の北愛国駅として開業[3]。請願駅[4]。旅客のみ取り扱い[1]。
- 1987年（昭和62年）2月2日 - 広尾線の全線廃止に伴い、廃駅となる[1]。

### 駅名の由来
愛国駅の北に位置することから。

## 駅構造
廃止時点で、1面1線の単式ホームを有する地上駅であった。ホームは、線路の東側（広尾方面に向かって左手側）に存在した。また、転轍機を持たない棒線駅となっていた。
開業時からの無人駅で駅舎は無かったが、ホーム中央部分に待合所を有した。簡易委託駅として、乗車券の販売が行われていた時期もあった（1981年（昭和56年）12月発行の乗車券が確認されている）。

## 利用状況
1981年度（昭和56年度）の1日当たりの乗降客数は10人。

## 駅周辺
- 北海道道238号更別幕別線[6]
- 札内川[6]
- 十勝バス「北愛国交流広場前」停留所

## バス路線
代替バスは道路事情の関係で帯広 - 依田 - 北愛国 - 愛国の別系統が設定されたが、路線統合を経て2006年（平成18年）9月をもって廃止された。現在はスクールバスに準じた愛国・大正方面行のみが運行される。

## 駅跡
駅跡地には、現在、バスの待合所が建っている。1999年（平成11年）時点では北愛国会館の脇に「広尾線北愛国駅跡地」と記載された小さな標柱が設置されていたが、2010年（平成22年）時点では撤去されていた。

## 隣の駅
日本国有鉄道
広尾線
依田駅 - 北愛国駅 - 愛国駅